# Američki geološki zavod
Američki geološki zavod (eng. United States Geological Survey, USGS) je znanstvena agencija Savezne vlade Sjedinjenih Američkih Država. Znanstvenici zavoda bave se proučavanjem reljefa Sjedinjenih Država, njegovih prirodnih bogatstava i prirodnih katastrofa koje ih ugrožavaju. Glavne znanstvene discipline zavoda su biologija, geografija, geologija i hidrologija, a njeni članovi bave se isključivo znanstveno-istraživačkim radom i nemaju nikakve ovlasti za donošenje propisa. Zavod je podređen američkom Ministarstvu unutarnjih poslova i predstavlja njegovu jedinu znanstvenu agenciju. Godine 2009. USGS je zapošljavao 8670 osoba i godišnji proračun zavoda iznosio je 1,1 milijarda USD. Sjedište Američkog geološkog zavoda nalazi se u gradu Restonu u saveznoj državi Virginiji, a glavne podružnice su u Lakewoodu (Colorado) i Menlo Parku (California).
Američki geološki zavod u suradnji s Odborom za geografska imena SAD-a razvio je bazu podataka Informacijski sustav zemljopisnih imena.

## Poveznice
- Geologija

## Vanjske poveznice
- Službena stranica (engl.)

Sestrinski projekti
|  | Zajednički poslužitelj ima još gradiva o temi Američki geološki zavod |